# 캐리어 오일
캐리어 오일(carrier oil)은 베이스 오일(base oil) 또는 식물성 오일로도 알려진 것으로, 안마 및 아로마테라피에서 피부에 바르기 전에 에센셜 오일과 앱솔루트 (향료)를 희석하는 데 사용된다. 에센셜 오일을 안전한 농도로 피부에 전달하기 때문에 이런 이름이 붙여졌다. 에센셜 오일을 희석하는 것은 에센셜 오일을 사용할 때 중요한 안전 관행이다. 에센셜 오일만으로는 휘발성이 있다. 적용하자마자 소멸되기 시작한다. 분산 속도는 점도, 증기압, 휘발성 성분의 분자량 등의 요인에 따라 달라진다. 캐리어 오일은 에센셜 오일과 달리 농축된 향을 함유하지 않지만 올리브와 같은 일부 오일은 약간 독특한 냄새가 난다. 또한 휘발성이 더 강한 에센셜 오일처럼 증발하지도 않는다. 사용되는 캐리어 오일은 가능한 한 자연적이고 순수한 것이어야 한다. 많은 사람들은 유기농 오일의 품질이 더 좋다고 생각한다. 캐리어 오일을 생산하는 두 가지 주요 방법은 냉간 압착과 침용이다.
다양한 치료 특성을 지닌 다양한 캐리어 오일이 있다. 오일 선택은 마사지되는 부위, 현재 상태, 고객의 민감도 및 요구 사항에 따라 달라진다. 마사지의 경우 점도가 주요 고려 사항이다. 예를 들어, 포도씨유는 일반적으로 매우 묽은 반면 올리브유는 훨씬 더 걸쭉하다. 해바라기, 스위트 아몬드, 포도씨 오일은 이들 극단의 중간 정도의 점도를 갖고 있다. 캐리어 오일은 점도, 수용성, 윤활성, 흡수성, 향 등의 특성을 결합하기 위해 쉽게 혼합할 수 있다.
주입된 오일은 캐리어 오일과 식물 재료의 조합으로 상업적으로 또는 국내에서 제조될 수 있다. 해바라기 베이스 오일을 적절한 식물 재료와 함께 밀폐 용기에 한동안 담는다. 금잔화와 당근 오일은 이런 방식으로 생산된다.
요리용으로 판매되는 고품질 오일은 종종 마사지 용도로 매우 적합하며 경제적이다. 냉간 압착으로 얻은 것이 바람직하다. 모든 캐리어 오일은 산패를 지연시키기 위해 서늘하게 보관하고 강한 빛을 피해야 한다. 산패한 기름은 피해야 한다. 냉장 오일은 신선도를 유지하는 데 도움이 되지만 일부 오일(예: 아보카도)은 냉장 보관하면 안 된다. 매우 차가운 오일은 탁해 보일 수 있지만 실온으로 돌아가면 투명한 상태를 회복한다.
소식통들은 광물유(미네랄 오일)가 캐리어 오일로 적합한지에 대해 격렬하게 의견을 달리하고 있다. 미국에서는 식품 등급 미네랄 오일이 미국 식품의약국(FDA)의 엄격한 요구 사항을 충족하기 위해 고도로 정제 및 정제된다. "USP"라고 표시된 미네랄 오일은 미국 약전의 기준도 충족한다.

## 종류
- 포도씨유
- 아보카도기름
- 올리브유
- 참기름
- 차나무
- 해바라기씨유
- 호호바 오일
- 피마자유
- 견과
  - 호두기름
  - 땅콩기름
  - 마카다미아기름
  - 코코넛기름
  - 개암
  - 카카오버터
  - 아몬드